# Revue de projet
La revue de projet est le moment particulier dans la vie d'un projet qui consiste à faire le point sur l'état d'avancement et sur la qualité. La revue de projet porte un objectif spécifique, fonction de la phase dans laquelle se trouve le projet. Le succès d'une revue permet au client de décider la poursuite du projet et d'enclencher la phase suivante (jalon). Toutes les revues d'un projet s'inscrivent dans le plan de revues et d'audits qui assure la cohérence d'ensemble du projet.

## Phases de la revue
La procédure communément admise s'organise en quatre étapes générales. Des aménagements sont nécessaires en fonction de la phase du projet.

### Préparation et édition de la documentation de revue
Le groupe projet réalise la documentation contractuelle nécessaire à le tenue de la revue. Il la diffuse aux différents intervenants (comité de revue) selon un calendrier précis permettant le travail d'analyse. La liste des différents intervenants appartenant au comité de revue est fonction de la phase du projet.

### Présentation et analyse
Au cours d'une réunion périodique, un point de l'ordre du jour prévoit que le chef de projet annonce la diffusion de la documentation et présente succinctement la situation : Points saillants, performances, non conformités éventuelles, etc. De retour dans son organisation, chaque intervenant réalise son travail d'analyse en amont de la revue. Il émet des fiches de commentaires dont le formalisme est souvent contractuel et il les diffuse vers le chef de projet aussitôt que possible et en tous cas avant la tenue de la revue. Lorsque c'est possible, le chef de projet répond à une fiche de commentaires par un document issu du groupe projet, dûment référencé et portant mention de ladite fiche de commentaires. Sinon, le groupe projet travaille à la résolution du problème évoqué dans la fiche de commentaires. Le rapport d'avancement spécifique sera présenté durant la revue et les actions planifiées qui en résultent seront prises en séance.

### Revue proprement dite et décision
A la date prévue par le contrat et amendée éventuellement par le planning en cours, la revue rassemble tous les intervenants en un même lieu sur la base de la documentation de revue et des fiches de commentaires. Le président du comité de revue est en général défini contractuellement. La revue débute par une réunion de lancement qui peut décider de créer des sous groupes de revues pour analyser des points particulier du contrat et de l'avancement du projet. Chaque sous groupe a pour mission d'établir des recommandations spécifiques (point par point) et un rapport de revue statuant sur la conformité de la documentation et du produit (Matrice de conformité). 
La réunion finale statue sur le résultat du bilan de la revue. Il peut être : 
- Satisfaisant : Le comité de revue autorise la poursuite du projet et enclenche la phase suivante. Le groupe projet n'est pas déresponsabilisé pour autant. Le jalon est acquis.
- Insuffisant : Le comité de revue autorise la poursuite du projet et enclenche la phase suivante mais émet des recommandations spécifiques nécessitant un travail précis et planifié.
- Non conforme : Le comité de revue bloque le projet sur la base de recommandations sine qua non. Avec toutes les conséquences contractuelles qui en découlent.

### Suivi des actions
Quel que soit le résultat, il y a toujours, au moins, des actions de mise à jour de la documentation. Les actions prises pour lever l'insuffisance de la revue sont gérées une par une. Le jalon ne sera acquis que lorsque la dernière action aura été acceptée par le comité de revue et par le client. En cas de non conformité de la revue, il peut se révéler nécessaire de réaliser une nouvelle documentation de revue et de planifier une nouvelle revue.

## Types de revues de projet
Le plan de revues et d'audits qui assure la cohérence d'ensemble du projet se compose en général des revues suivantes.

### Revue de Conception système (RCS)
C'est la revue qui clôt la phase de faisabilité du projet qui forment les travaux de phase A. 

### Revue de définition préliminaire système
La revue de définition préliminaire système (en anglais : Preliminary Design Review, PDR) s'organise à la fin de la phase de définition préliminaire du projet. En principe, le cahier des charges est verrouillé à l'issue des travaux de phase B.

### Revues de définition système
Plusieurs revues de définition système (en anglais : Critical Design Review, CDR) peuvent être nécessaires pour totalement définir les différents aspects du projet (Travaux de phase C).

### Revues de fabrication
Plusieurs revues de fabrication peuvent être nécessaires pour totalement contrôler le système et les différents sous systèmes du projet (Travaux de phase D). La revue finale de fabrication valide le système complet.

### Revue de qualification
Plusieurs revues de qualification peuvent être nécessaires pour totalement qualifier les différentes performances du système en rapport avec le cahier des charges et les conditions d'environnement (Travaux de phase E). La revue de qualification opérationnelle valide le système complet.

### Revue livraison et/ou de mise à poste
La livraison, la formation des opérateurs et la mise à disposition au client du produit et de sa documentation afférente peut faire l'objet d'une revue préalable. La phase F peut contenir une période dite de double commande durant laquelle le client opère sous l'autorité du maître d’œuvre. Dans ce cas une revue de fin de phase consigne le transfert de propriété.

### Revues d'exploitation
Le contrat peut stipuler la tenue de revues périodiques d'exploitation permettant de prendre toutes les décisions nécessaires à la poursuite de l'exploitation, fût-elle dégradée ou à l'arrêt d'exploitation, et au démantèlement du système. Des contrats d'assistance et de modification du système installé peuvent voir le jour.

### Revues de démantèlement du système
C'est la revue qui clôt la phase de démantèlement.

## Intervenants
- Le comité directeur regroupant toutes les personnes aptes à prendre toute décision nécessaire à l'atteinte des objectifs du projet.
- Le groupe de revue piloté par son président,
- Le groupe projet piloté par son chef de projet et composé du responsable technique, du contrôleur de projet (souvent chargé du commercial) et des représentants des différents corps de métier impliqués dans la revue.
- Les consultants externes définis par le contrat.